# Ingenio
Ingenio – gmina w Hiszpanii, w prowincji Las Palmas, we wspólnocie autonomicznej Wysp Kanaryjskich, o powierzchni 38,15 km². W 2011 roku gmina liczyła 30 048 mieszkańców.